# Calibán
A Editora Calibán é uma editora brasileira, sediada no Rio de Janeiro, que possui mais de três dezenas de livros publicados.
Foi fundada inicialmente como revista de cultura, tendo posteriormente se tornado uma editora com uma linha voltada para obras literárias (poesia, romance e narrativas), ensaios (especialmente ligados às ciências humanas) e artes cênicas.